# 국가보안국
국가보안국(독일어: Reichssicherheitsdienst; RSD)은 나치 독일 친위대의 보안 부서이다. 본래 아돌프 히틀러의 경호대로 시작하여 나치 정권의 고위 지도자들에 대한 요원경호를 맡게 되었다. 친위대 정보부서인 보안국과는 이름만 비슷하지 전혀 별개의 존재이다.